# Copa AT&T 2001
Copa AT&T 2001 — тенісний турнір, що проходив на ґрунтових кортах у місті Буенос-Айрес, Аргентина з 19 лютого . Належав до категорії ATP International Series, був турніром серії Argentina Open 2001 року.

## Фінальна частина

### Одиночний розряд
Густаво Куертен —  Хосе Акасусо 6–1, 6–3

### Парний розряд
Лукас Арнольд Кер /  Томас Карбонелл —  Маріано Худ /  Себастьян Прієто 5–7, 7–5, 7–6(7–5)